# Czarnuszka polna
Czarnuszka polna (Nigella arvensis L.) – gatunek rośliny należący do rodziny jaskrowatych. Występuje w stanie dzikim w południowej i środkowej Europie, zadomowiona również w Wielkiej Brytanii. W południowej Polsce jest archeofitem, w północnej efemerofitem.

## Morfologia

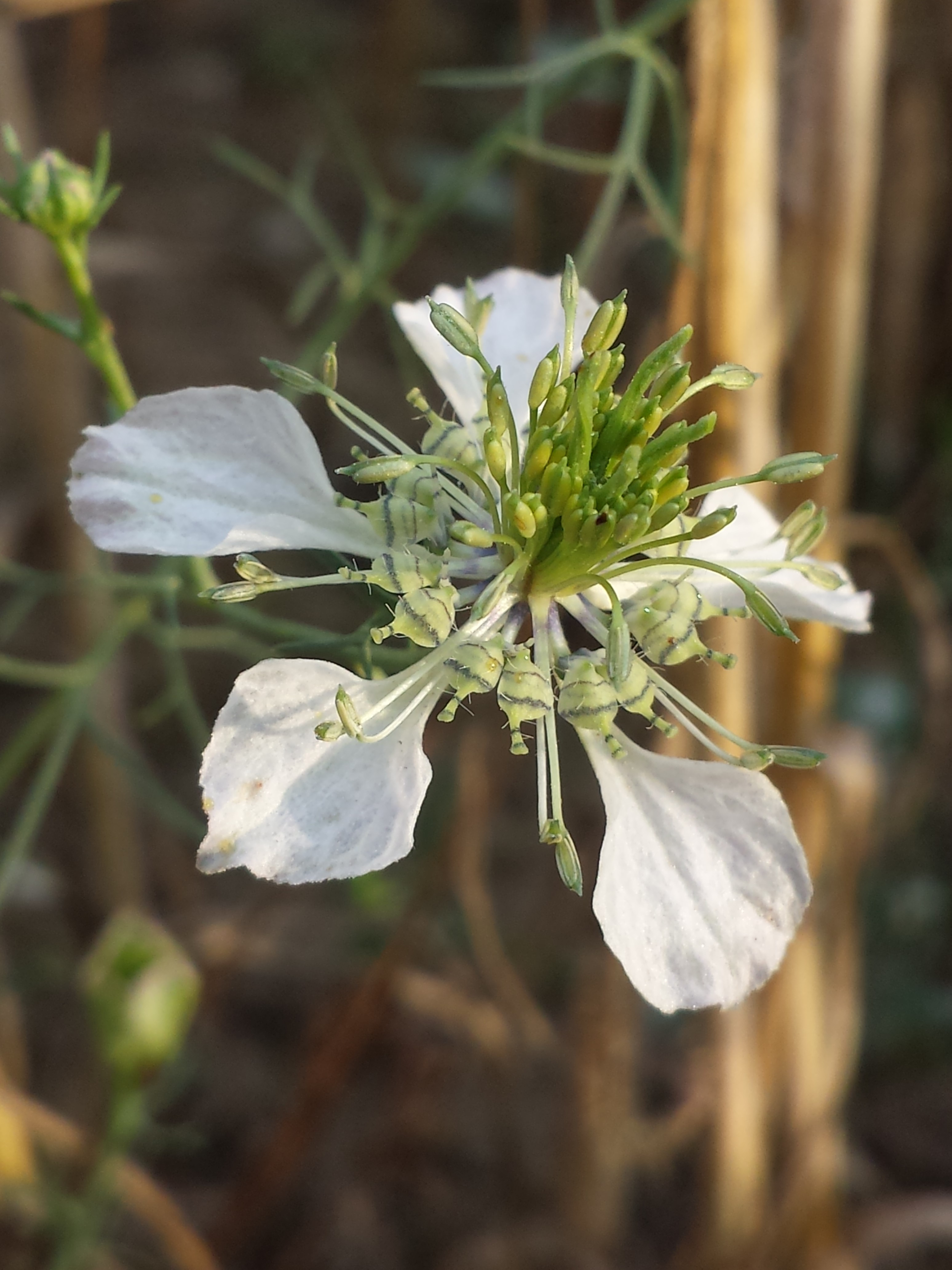
Kwiat

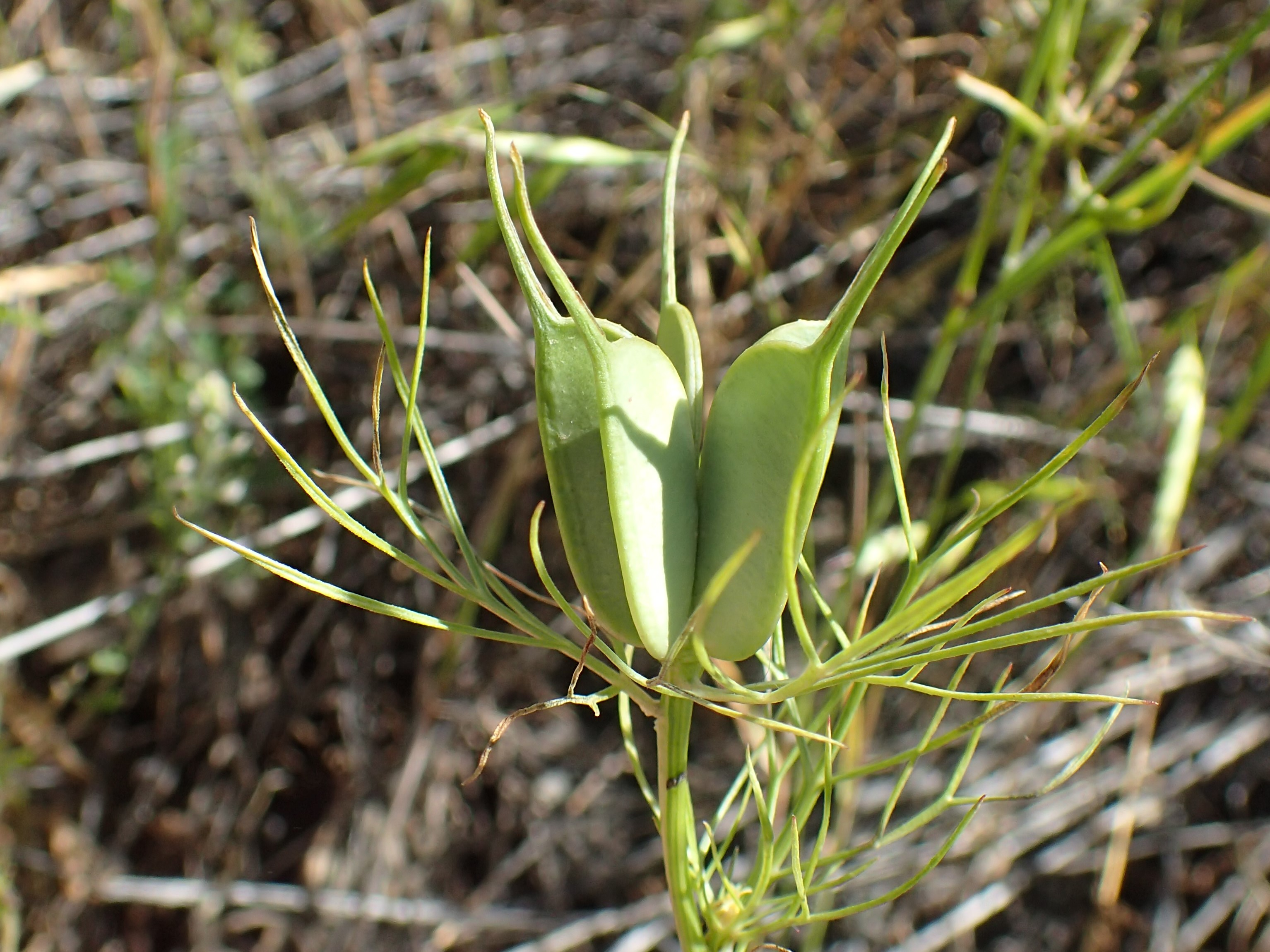
Owoc

ŁodygaWzniesiona, rozgałęziona, 20–40 cm wysokości.
LiścieDwu- trzykrotnie pierzaste, o równowąskich, nitkowatych łatkach.
KwiatyNa długich szypułkach, z jasnoniebieskimi, zielonawo żyłkowanymi działkami okwiatu, zakończonymi ostrym wyrostkiem. Ma szczeciniasto zaostrzone pręciki, kwiaty bez przysadek (czasami występuje jeden liść blisko kwiatu) i zrośniętą zalążnię.
OwocNagie, zrośnięte do połowy mieszki z dużymi przestworami powietrznymi. Nasiona czarne, liczne.

## Biologia i ekologia
Roślina jednoroczna. Kwitnie od lipca do września. Roślina miododajna, miodniki ma umieszczone na wewnętrznej wardze zakończonej ostrym wyrostkiem. Przedprątne kwiaty zapylane są przez błonkówki. Rośnie na polach, wysypiskach gruzu. Preferuje gleby gliniaste, zawierające wapń. Na polach uprawnych uznawana za chwast.

## Zagrożenia i ochrona
Roślina umieszczona jest na Czerwonej liście roślin i grzybów Polski (2006) w grupie gatunków narażonych na wyginięcie (kategoria zagrożenia V). W wydaniu z 2016 roku otrzymała kategorię EN (zagrożony).

## Zastosowanie
- Roślina lecznicza: jeszcze w latach 70. XX wieku stosowana w wielu krajach świata, najczęściej przy zaburzeniach trawienia, w Indiach przeciwko biegunkom i kolce żołądkowej, w Niemczech jako składnik mieszanek ziołowych regulujących przemianę materii[4].
  - Surowiec zielarski: nasiona czarnuszki (Semen Nigellae), zawierają 0,6–1,4% olejku eterycznego, do 35% tłuszczu. Olejek ma żółtą barwę i dość przyjemny zapach.
  - Działanie: regulujące trawienie, przeciw robakom, pomocnicze przy schorzeniach pęcherzyka żółciowego i wątroby.
  - Zbiór i suszenie: ścina się i suszy pędy, gdy większość mieszków zaczyna żółknąć. Następnie młóci, a nasiona przechowuje w suchym, zaciemnionym pomieszczeniu. Nasiona służą do przygotowywania naparu.
- Ze względu na ostry, lekko piekący smak zwana „pieprzem ubogich” i stosowana jako przyprawa w kuchni staropolskiej m.in. do przyprawiania pieczywa np. podpłomyków[7]